# 오시마 유미코
오시마 유미코(大島 弓子, 1947년 8월 31일~)는 일본의 여성 만화가이다. 24년조의 일원이기도 하다. 시적인 작풍으로 섬세한 감수성을 그 작품세계에 표현하여 특히 단편 작품은 높이 평가를 된다.
1968년 《주간 마가렛》에 〈포라노 나미다(ポーラの涙 →폴라의 눈물)〉을 게재하면서 데뷔하였다. 1973년에 《미모자야카타데 쓰카마에테(ミモザ館でつかまえて)》로 일본 만화가 협회상을 수상하였고, 1978년에 《와타노 구니호시(綿の国星 →솜나라별)》로 고단샤 만화상을 수상하였다. 《와타노 구니호시》에 고양이귀 캐릭터인 치비네코를 등장시켜 고양이귀를 대중화시킨 것으로 알려져 있다. 2008년에는 《구구는 고양이다(グーグーだって猫である)》로 데즈카 오사무 문화상에서 단편상을 수상하였다.

## 작품 목록
- 포라노 나미다(ポーラの涙)
- 탄조!(誕生! →탄생)
- 사쿠라 지칸(桜時間 →벚꽃 시간)
- 죠카에(ジョカヘ…)
- 나즈나요 나즈나(なずなよなず)
- 이치고 모노가타리(いちご物語 →딸기 이야기)
- 시치가쓰 나노카니(七月七日に →칠월 칠석에)
- 바나나 브렛도노 푸딘구(バナナブレッドのプディング →바나나 브레드의 푸딩)
- 와타노 구니호시(綿の国星)
- 아카스이카 기스이카(赤すいか黄すいか)
- 긴파쓰노 소겐(金髪の草原 →금발의 초원)
- 미모자야카타데 쓰카마에테(ミモザ館でつかまえて)
- 마이니치가 나쓰야스미(毎日が夏休み →매일이 여름 방학)
- 고이와 뉴톤노 린고(恋はニュートンのリンゴ →사랑은 뉴턴의 사과)
- 구리스마스노 기세키(クリスマスの奇跡 →크리스마스의 기적)
- 구구는 고양이다(グーグーだって猫である 구구닷테 네코데 아루)